# Medeama SC

Logo des Kessben FC

Der Medeama Sporting Club ist ein ghanaischer Fußballverein aus Tarkwa. Aktuell spielt der Verein in der ersten Liga, der Ghana Premier League.

## Geschichte
Der Verein wurde am 18. April 2002 unter dem Namen Prempeh Kessben FC gegründet. In der Saison 2003/04 spielte der Verein erstmals im offiziellen Ligabetrieb in der Nationalen Division 3, der 4. Liga Ghanas. 2005 stieg der Verein in die Nationale Division 2 auf und ein Jahr später in die Nationale Division 1, der zweithöchsten Spielklasse. 2007 bekam der Verein eine Lizenz für die Premier League und konnte auch den Aufstieg schaffen. Die Lizenz des Vereins wurde im Juli 2010 vom ghanaischen Geschäftsmann Moses Armah aufgekauft, dieser änderte den Vereinsnamen in Medeama SC. 2023 feierte der Verein seine erste Meisterschaft.

## Erfolge
- Ghanaischer Meister: 2022/23
- Ghanaischer Pokalsieger: 2013, 2015
- Ghanaischer Supercup-Sieger: 2016, 2023

## Stadion
Der Verein spielt im Abrankese Stadium in Abrankese. Das Stadion hat ein Fassungsvermögen von 12.000 Personen. Bis 2008 spielte der Verein im Anane Boateng Stadion.

## Trainerchronik
| Trainer             | Nation            | von               | bis               |
| ------------------- | ----------------- | ----------------- | ----------------- |
| Hans van der Pluijm | Ghana Niederlande | 16. Juli 2013     | 24. Oktober 2013  |
| Tom Strand          | Schweden          | 1. Dezember 2014  | 10. Mai 2016      |
| Samuel Boadu        | Ghana             | 1. Oktober 2017   | 25. Februar 2021  |
| Yaw Preko           | Ghana             | 3. März 2021      | 19. August 2021   |
| Ignatius Osei-Fosu  | Ghana             | 20. August 2021   | 17. November 2021 |
| Umar Abdul Rabi     | Ghana             | 19. November 2021 | 2. März 2023      |
| Evans Adotey        | Ghana             | 12. März 2023     |                   |

## Bekannte Spieler
- Daniel Addo
- James Boadu
- Sampson Cudjoe
- Richard Mpong
- Ransford Osei